# آکواریوم باغ‌وحش مادرید

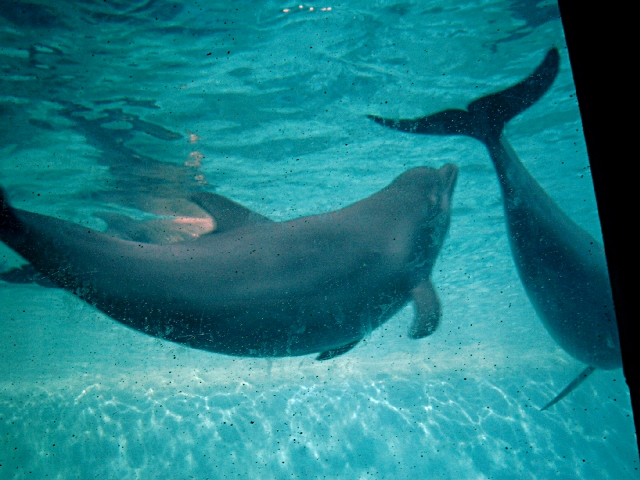
دلفین در آکواریوم باغ‌وحش مادرید

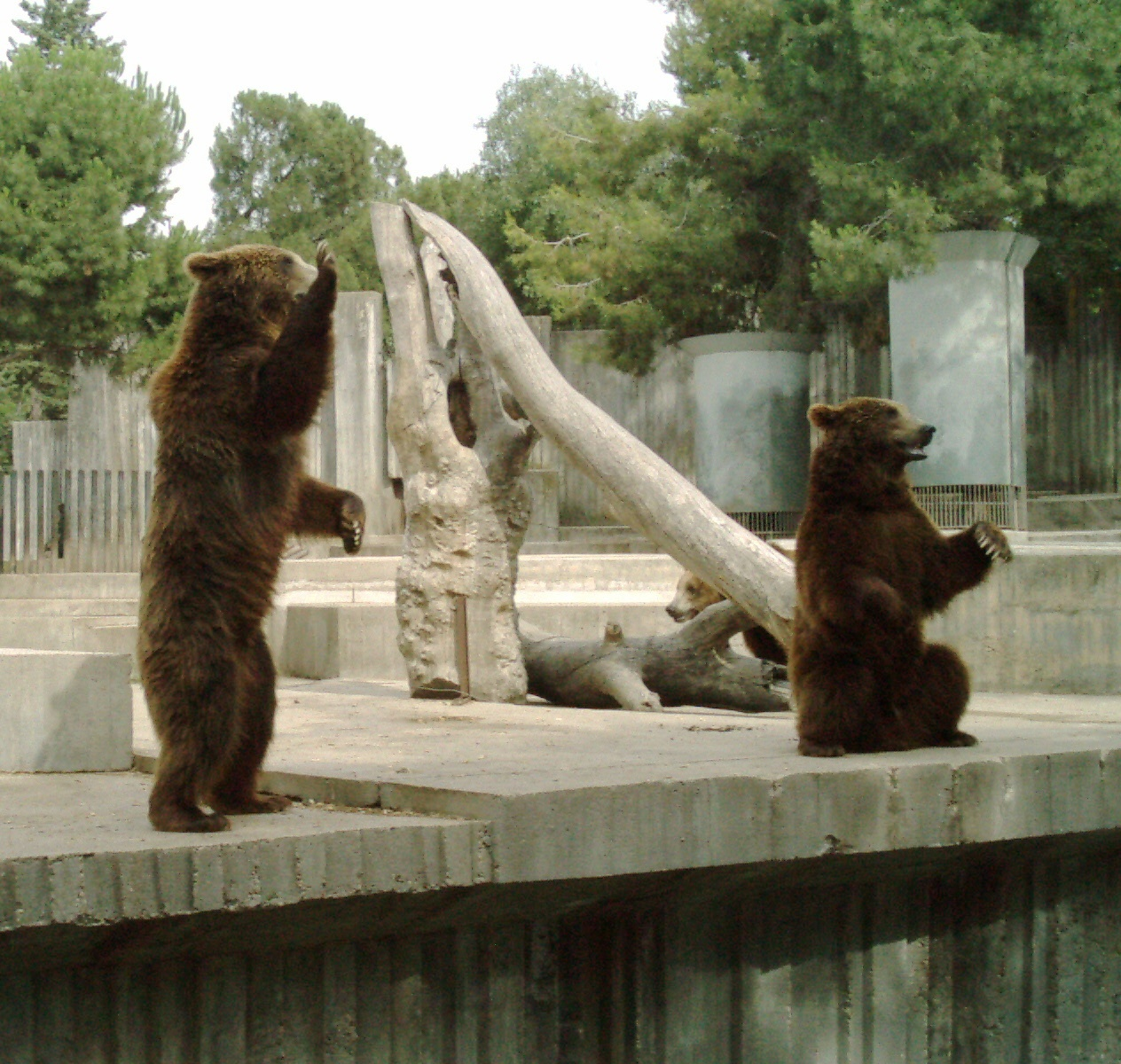
خرس قهوه‌ای در آکواریوم باغ‌وحش مادرید

آکواریوم باغ‌وحش مادرید (به انگلیسی: Zoo Aquarium de Madrid) یک باغ‌وحش و آکواریوم بیست هکتاری است که در مادرید، اسپانیا قرار دارد. مالک این مجموعه شهرداری است ولی توسط یک شرکت بین‌المللی مدیریت می‌شود. این مکان بزرگترین باغ‌وحش در اسپانیا و یکی از معدود مکان‌هایی است که در آن پاندا زندگی می‌کند.

این باغ‌وحش عضو انجمن آبزیگاه و باغ‌وحش‌های اروپا و انجمن جهانی باغ‌وحش‌ها و آکواریوم‌ها می‌باشد. 

## امکانات
- امکانات کودک
- کابینت / رختکن
- مراکز اطلاعات
- منطقه غذاخوری
- رستوران
- اتاق پرستاری
- تورهای هدایت شده
- فروشگاه
- محل پیک نیک